# 2193 Jackson
2193 Jackson (1926 KB) là một tiểu hành tinh vành đai chính được phát hiện ngày 18 tháng 5 năm 1926 bởi H. E. Wood ở Johannesburg.